# Dryas iulia

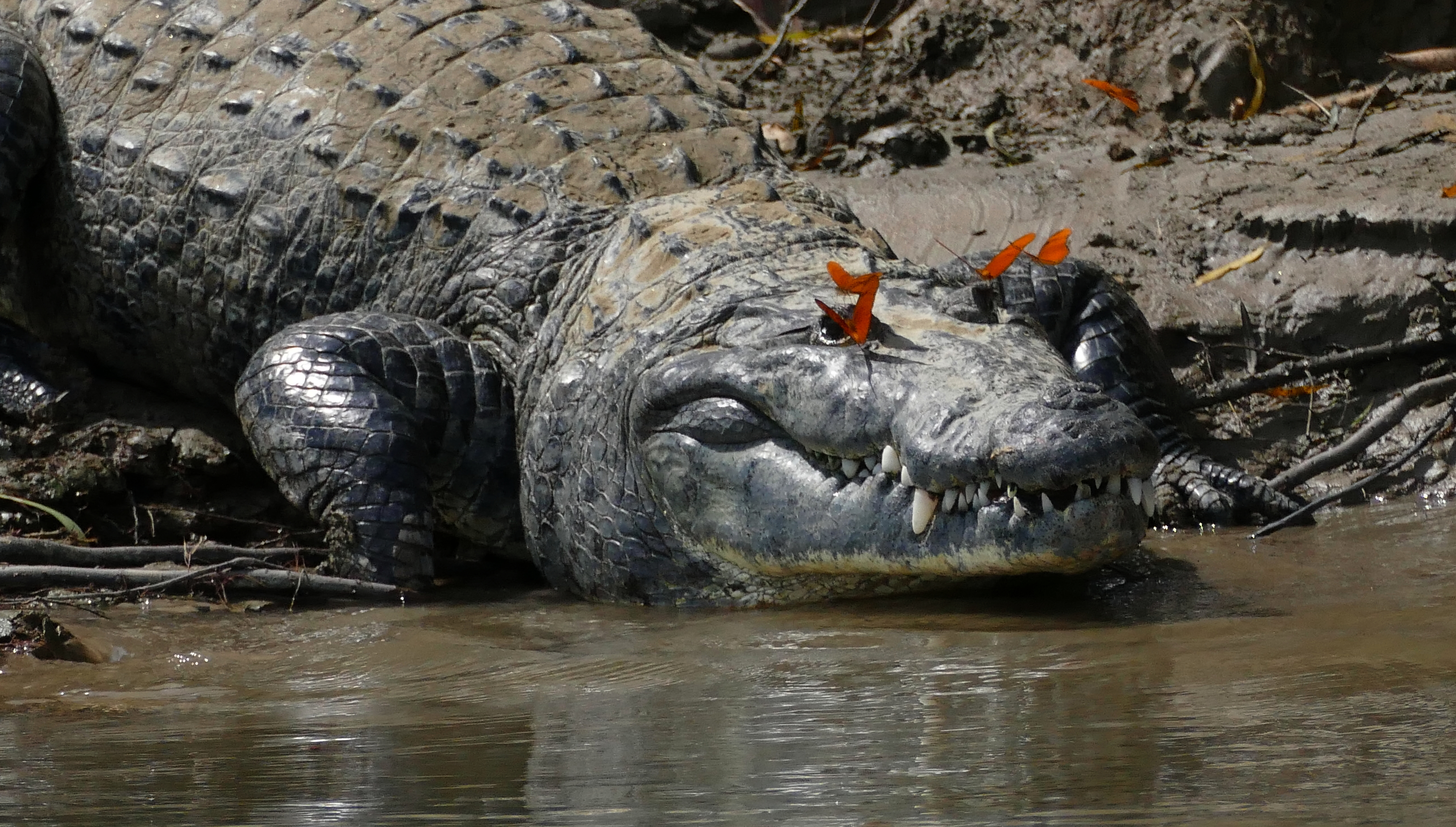
Fotografia de borboletas D. iulia retirando substâncias mineralizadas de um crocodilo-de-morelet, no México.

Dryas iulia (erroneamente denominada Dryas julia, com "j", e conhecida popularmente por Julia, Flambeau e, em português, Labareda ou Borboleta-fogo-no-ar) é uma borboleta neotropical da família Nymphalidae e subfamília Heliconiinae, nativa do sul dos Estados Unidos até o norte do Uruguai e Argentina. É a única espécie do seu gênero (táxon monotípico); a denominação Dryas provindo de dríade, uma ninfa dos bosques. Foi classificada por Johan Christian Fabricius, com a denominação de Papilio iulia, em 1775.

## Descrição
Indivíduos desta espécie possuem as asas longas e estreitas, com pouco mais de 80 milímetros de envergadura, e são de coloração laranja ou amarelo escuro, vistos dorsalmente (por cima), com uma faixa amarronzada, mais ou menos pronunciada, cruzando a parte superior das asas anteriores e outra bem menor, formando um triângulo agudo, logo acima. Apresentam leve dimorfismo sexual, com as fêmeas menores e mais escuras que os machos. Vistos ventralmente (por baixo), apresentam padrão de folha seca, com ou sem manchas.

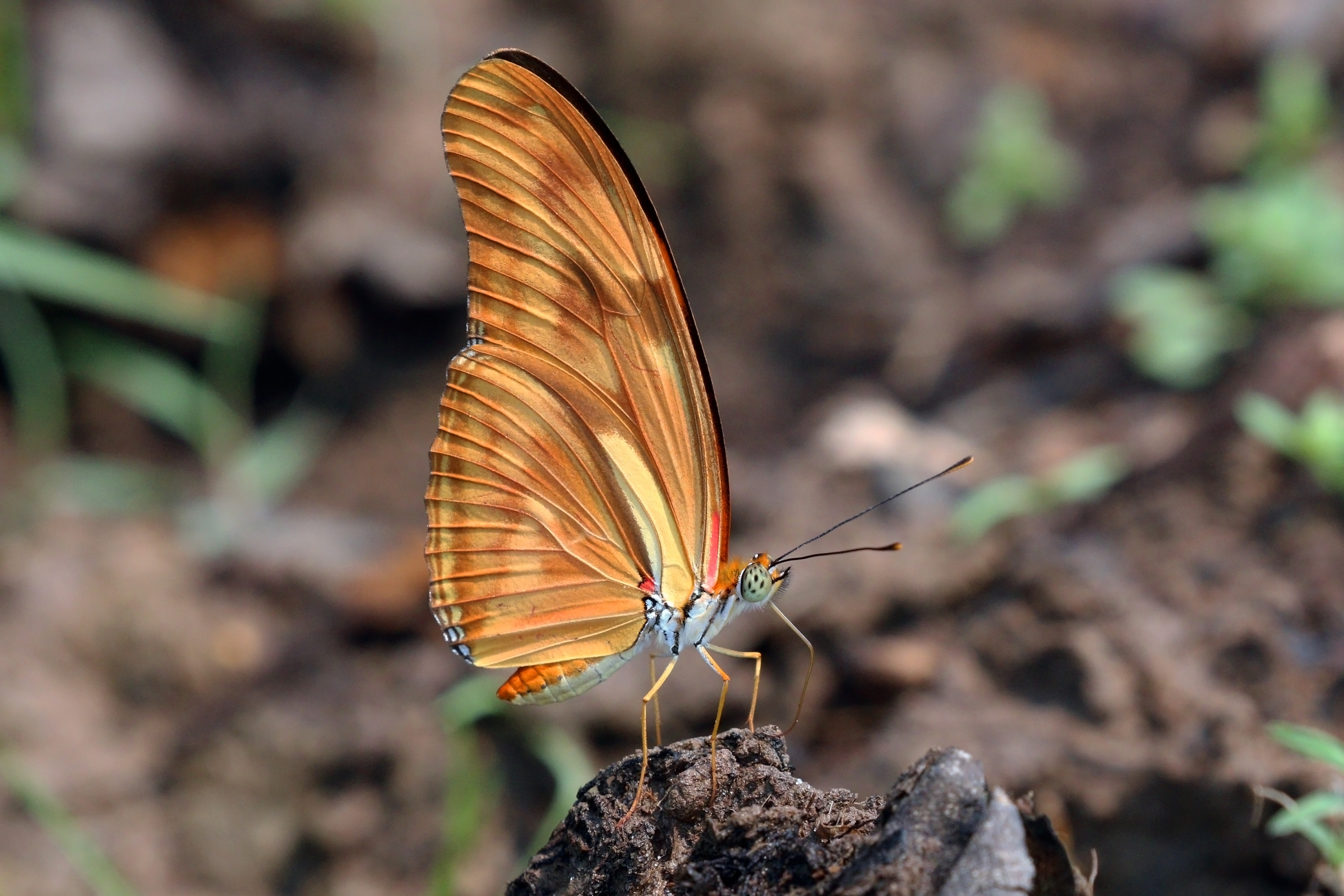
D. iulia, em repouso.
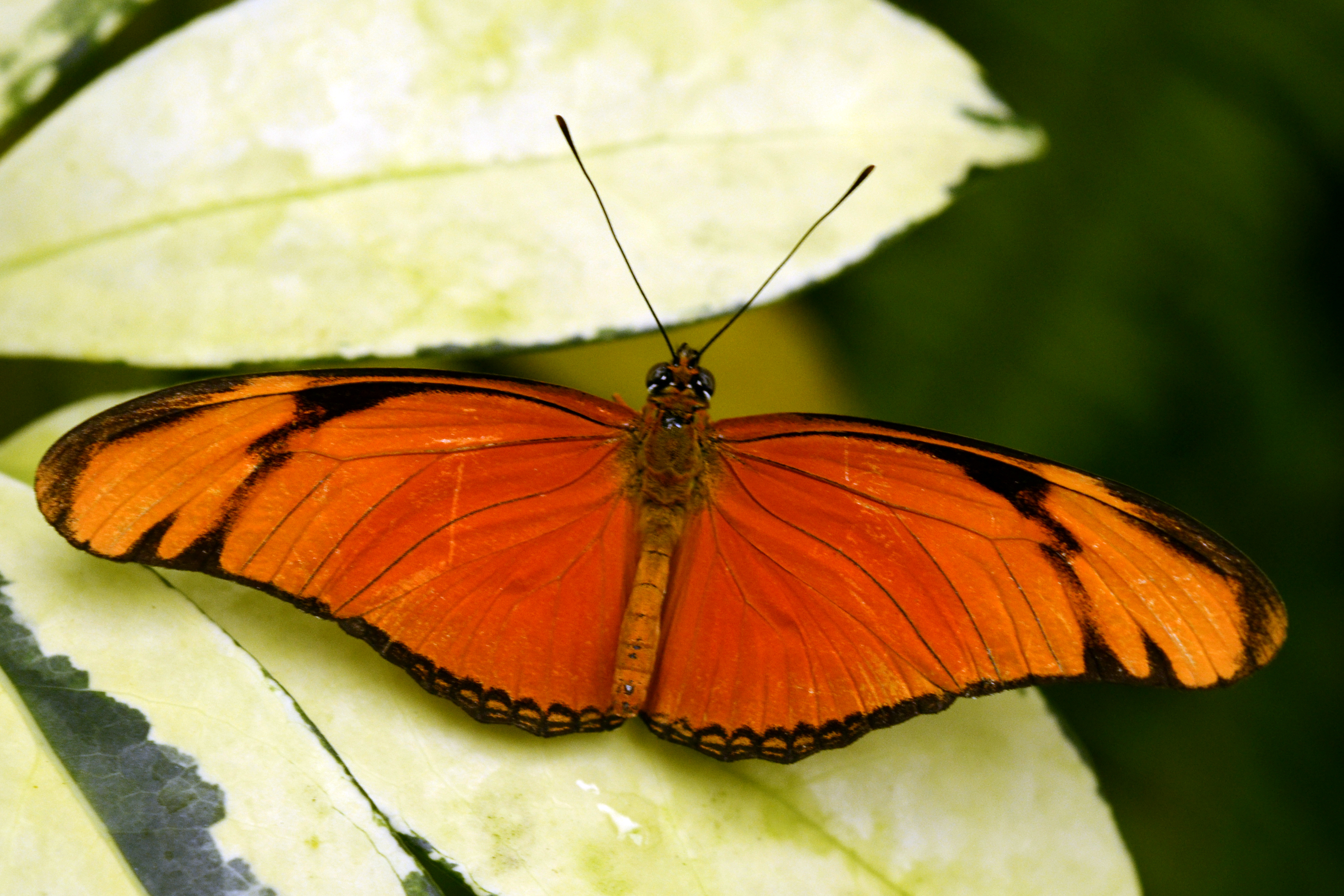
Uma das características de D. iulia é a sua envergadura.

## Hábitos
Borboletas Dryas iulia geralmente são vistas voando em trilhas de florestas úmidas e decíduas, mas são comumente encontradas em áreas abertas e antrópicas, como clareiras florestais, pastagens, ao longo das margens dos rios e em jardins floridos. Se alimentam, muitas vezes coletivamente, de substâncias mineralizadas retiradas de pedras, do solo, de frutos, de animais, como jacarés ou crocodilos, e de substâncias retiradas de flores como a Lantana camara.

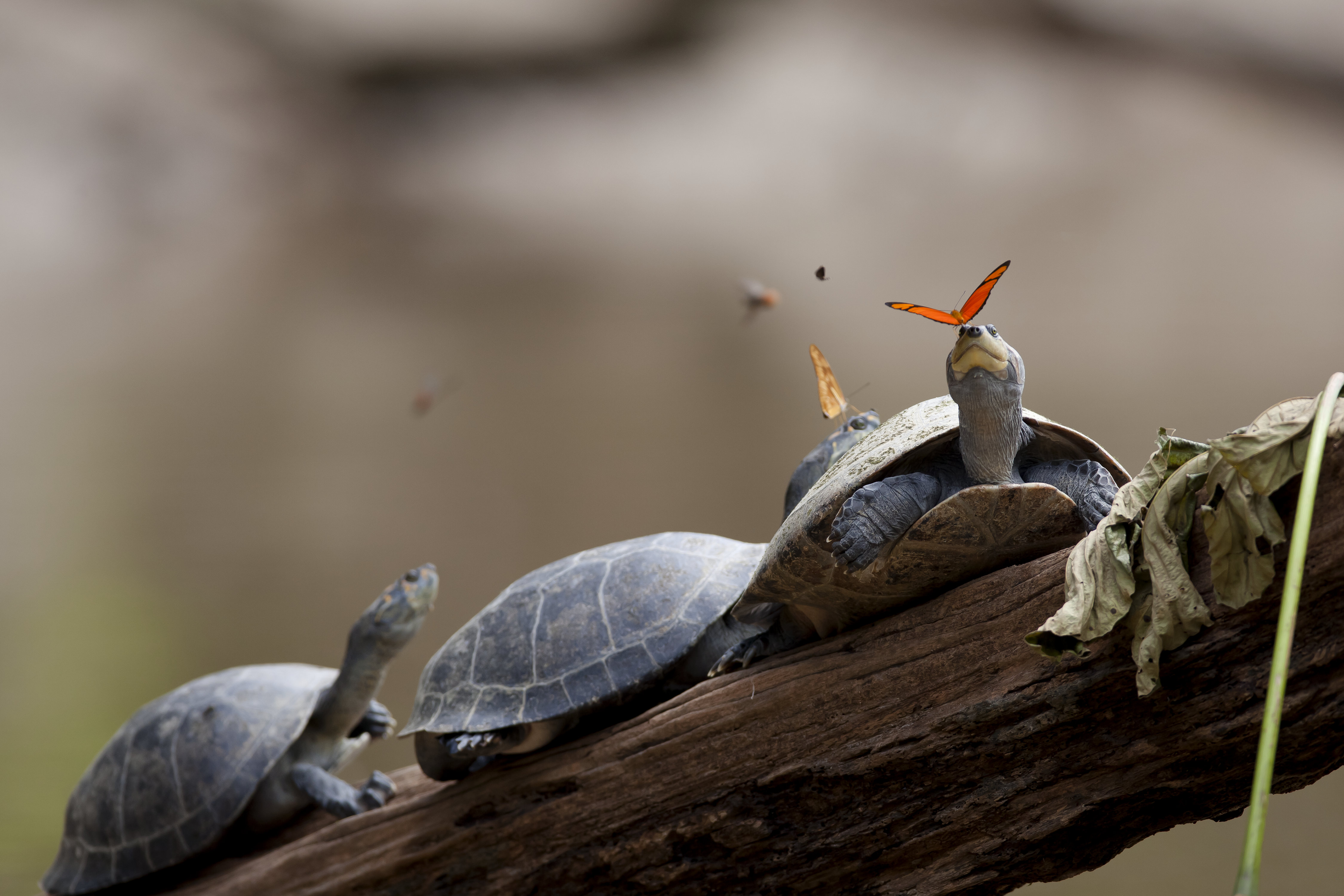
Com frequência, indivíduos de D. iulia podem ser vistos sobre animais como tartarugas, crocodilos e jacarés.
- Vídeo de D. iulia se alimentando em uma flor.

## Ovo, lagarta, crisálida e planta-alimento
Os ovos de Dryas iulia são colocados em plantas do gênero Passiflora (Maracujá) e são de coloração amarela a laranja-opaca. As suas larvas ou lagartas passam por cinco estágios. Dryas iulia apresenta um dos padrões de coloração mais complexos e variáveis dentre as larvas de primeiro instar em Heliconiinae (BEEBE et al., 1960). A cápsula cefálica é marrom-amarelada, restante do corpo um pouco mais claro. Conteúdo intestinal, visível por transparência após a alimentação, gerando uma faixa marrom-esverdeada. Manchas brancas e faixas marrom  escuras distribuídas pelo tórax e abdome. Cerdas da cápsula cefálica marrom-escuras na base e ápice translúcido. Cerdas do tórax e abdome pretas, com a base marrom-escura e porção terminal hialina.. Em seu último estágio larvar, são de coloração predominantemente branca a creme, com listras negras, manchas avermelhadas na lateral, e com projeções espinescentes sobre a superfície. Segundo Otero, elas são agressivas e canibais. A crisálida não é uniforme em sua coloração, constituída por diversas tonalidades de marrom e cinza. O ovo de Dryas iulia alcionea (Cramer, 1779) apresenta coloração amarela a laranja-opaca, com manchas marrons, próximo à eclosão. Subcilíndrico achatado na porção apical, a base pode ser mais afilada que o ápice. Dimensões (média ± erro padrão, n =10): 1,190 ± 0,018 mm e 0,873 ± 0,012 mm para altura e diâmetro, respectivamente. BEEBE et al. (1960) e BROWN (1981); Paim; Kaminski & Moreira (2004).

## Subespécies
D. iulia possui catorze subespécies:
- Dryas iulia iulia - Descrita por Fabricius em 1775, de exemplar proveniente de Porto Rico ("America", na descrição).
- Dryas iulia fucatus - Descrita por Boddaert em 1783, de exemplar proveniente da República Dominicana.
- Dryas iulia delila - Descrita por Fabricius em 1775, de exemplar proveniente da Jamaica ("America", na descrição).
- Dryas iulia alcionea - Descrita por Cramer em 1779, de exemplar proveniente do Suriname.
- Dryas iulia dominicana - Descrita por Hall em 1917, de exemplar proveniente da Dominica.
- Dryas iulia framptoni - Descrita por Riley em 1926, de exemplar proveniente de São Vicente e Granadinas.
- Dryas iulia lucia - Descrita por Riley em 1926, de exemplar proveniente de Santa Lúcia.
- Dryas iulia carteri - Descrita por Riley em 1926, de exemplar proveniente das Bahamas.
- Dryas iulia moderata - Descrita por Riley em 1926, de exemplar proveniente de Honduras.
- Dryas iulia nudeola - Descrita por Bates em 1934, de exemplar proveniente de Cuba.
- Dryas iulia warneri - Descrita por Hall em 1936, de exemplar proveniente de São Cristóvão e Nevis.
- Dryas iulia martinica - Descrita por Enrico & Pinchon em 1969, de exemplar proveniente da Martinica.
- Dryas iulia largo - Descrita por Clench em 1975, de exemplar proveniente da Flórida (EUA).
- Dryas iulia zoe - Descrita por Miller & Steinhauser em 1992, de exemplar proveniente das ilhas Cayman.

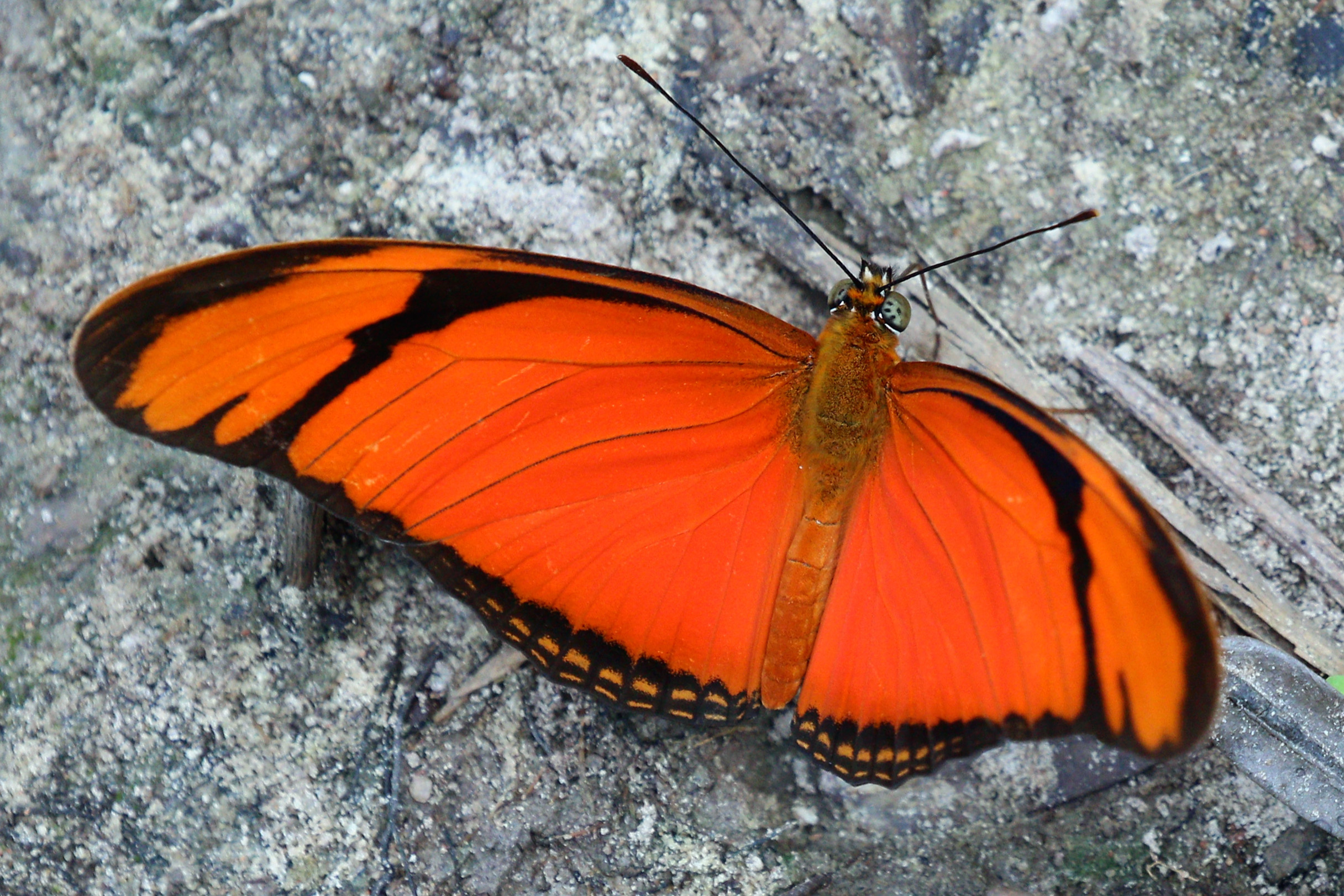
D. iulia alcionea é uma das mais comuns subespécies sul-americanas de D. iulia[5], aqui fotografada no Brasil.
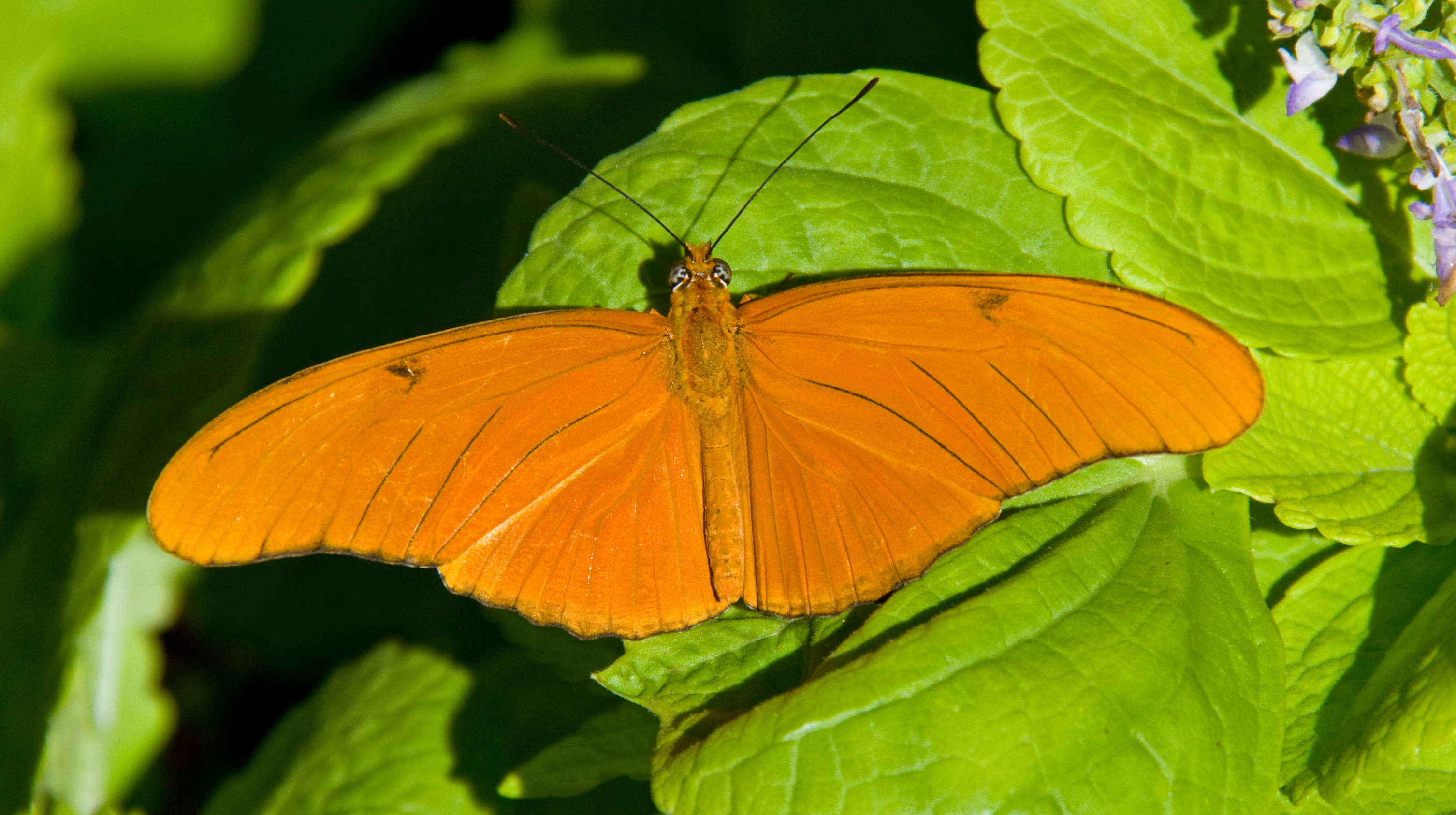
Algumas subespécies de D. iulia possuem espécimes sem ou quase sem manchas escuras sobre as asas, como o da foto.

## Diferenciação entre espécies
As borboletas Dryas iulia podem facilmente ser confundidas com a espécie Dione juno, da mesma subfamília, diferindo por sua maior envergadura, pelo padrão de manchas escuras das asas anteriores e por não apresentar as manchas em prata que esta última espécie apresenta, em baixo. Também podem ser confundidas com Eueides aliphera, sendo esta última menor e apresentando asas anteriores mais arredondadas, ou com Marpesia petreus, em voo.